# Spitzzahnflughunde
Die Spitzzahnflughunde (Harpyionycteris) sind eine Gattung aus der Familie der Flughunde (Pteropodidae). Es werden zwei Arten unterschieden: Whitehead-Spitzzahnflughund (H. whiteheadi) auf den Philippinen und Sulawesi-Spitzzahnflughund (H. celebensis) auf Sulawesi. 
Spitzzahnflughunde erreichen eine Kopfrumpflänge von 14 bis 15 Zentimeter und ein Gewicht von 80 bis 140 Gramm. Ihr Fell ist dunkelbraun gefärbt, wobei die Unterseite heller ist. Ein Schwanz fehlt. Die oberen Schneidezähne sowie die oberen und unteren Eckzähne ragen relativ waagrecht nach vorne, bei geschlossenem Maul überkreuzen sich die Eckzähne. Die Backenzähne haben fünf oder sechs Höcker. Mit ihren spezialisierten Zähnen durchbohren sie die Schalen von Früchten wie denen der Schraubenbäume (Pandanus) oder Feigen, von deren Säften sie sich hauptsächlich ernähren.
Über die Lebensweise diese Tiere ist wenig bekannt. Sie leben in kleinen Gruppen in tropischen Regenwäldern und sind wie die meisten Flughunde nachtaktiv. Zweimal im Jahr (im Januar/Februar und Juli/August) bringt das Weibchen meist ein einzelnes Jungtier zur Welt. Die Tragzeit wird auf vier bis fünf Monate geschätzt, nach drei bis vier Monaten wird das Jungtier entwöhnt.

## Anmerkung
Die Systematik der Flughunde basiert weitgehend auf der phylogenetischen Untersuchung von Kate E. Jones u. a.: A Phylogenetic Supertree of Bats. Die Autoren verwenden für die Taxa keinen Rang im klassischen Sinn. Die Bezeichnung dieser Gruppe als Tribus mit der Endung -ini ist daher willkürlich gewählt, manchmal findet man dieses Taxon auch als Harpyionycterinae oder Harpyionycterina.